# Eodiscina
Die Eodiscina sind eine Gruppe der Trilobiten, einer Klasse ausgestorbener meeresbewohnender Gliederfüßer, und werden zu den Agnostida gezählt.

## Merkmale
Eodiscinen sind kleinwüchsige Trilobiten, welche zeitlich auf das Kambrium (2. und 3. Serie) beschränkt waren.
Die markantesten Merkmale dieser Tiergruppe sind die zwei oder drei Pleuralsegmente des Thorax sowie die weniger differenzierten Spindelringe des Pygidiums.

## Vorkommen
Es wird eine planktonische Lebensweise angenommen, was auch die große geografische Verbreitung einiger Arten erklären kann.
Dies, sowie die Kurzlebigkeit einzelner Eodiscinenarten, prädestiniert diese als Leitfossilien. Ein populäres Beispiel stellt der Trilobit Marocconus notabilis aus dem Mittleren Kambrium von Marokko dar, welcher das Leitfossil der notabilis-Zone darstellt. Trotzdem sind Eodiscinen im Allgemeinen relativ selten.
Eine Ausnahme ist beispielsweise der unterkambrische Eodiscidenschiefer von Görlitz (Sachsen), wo die Art Serrodiscus (Eodiscus) silesius lagenweise häufiger vorkommt.

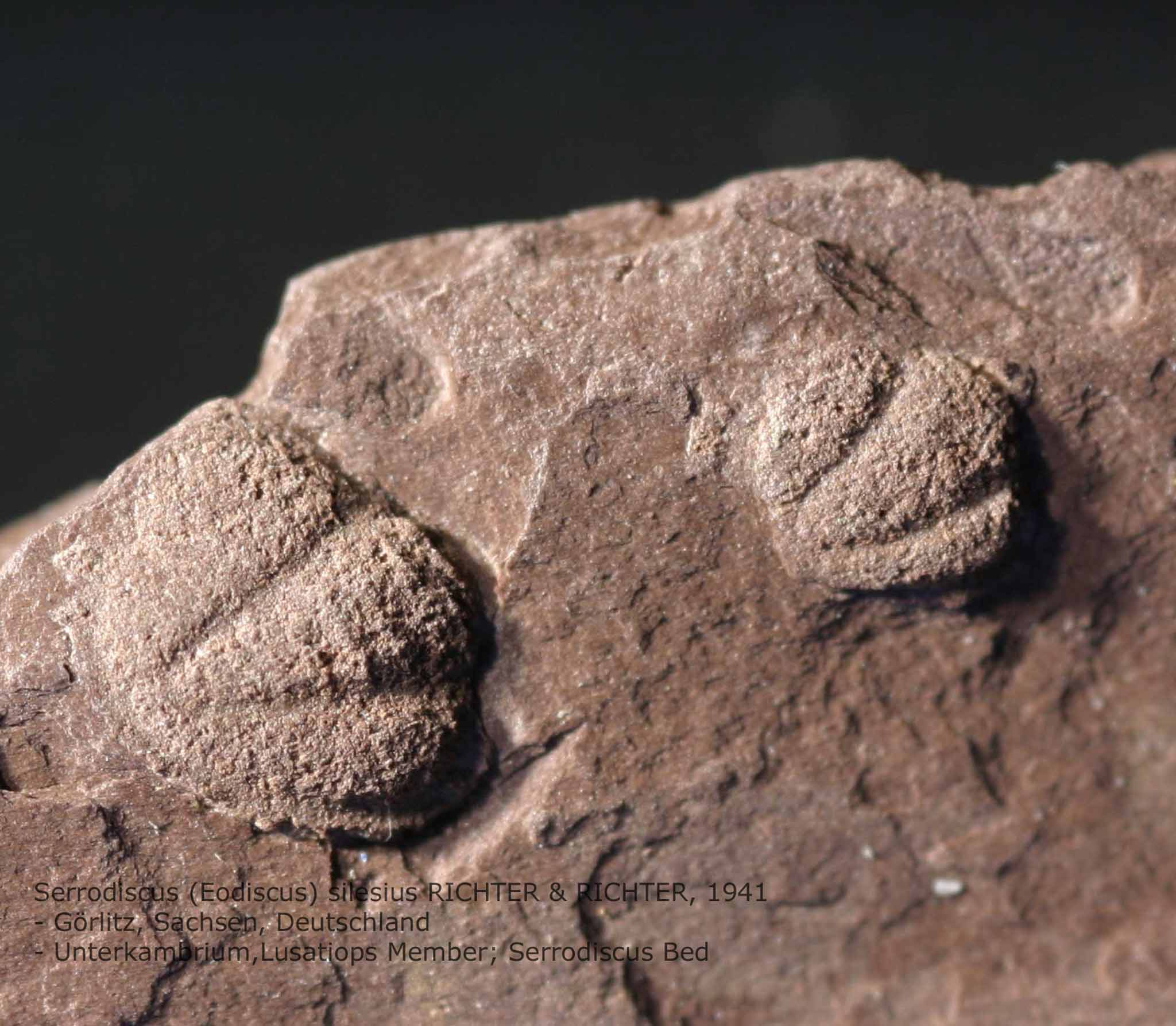
Serrodiscus (Eodiscus) silesius R.& E. RICHTER, 1941 aus dem Unterkambrium von Görlitz